# 伯利茲地理

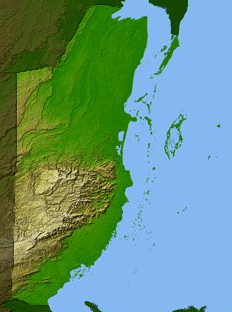
伯利茲地形圖

伯利兹是中美洲的一個國家，位於尤卡坦半島上。伯利茲東部臨加勒比海，海岸線長達396公里。伯利茲的國界線長542公里，西北和墨西哥接壤（國界線長272公里）。西南部和危地馬拉接壤（國界線長266公里）。伯利茲國土面積22,966平方公里，其中陸地面積22,806平方公里，水域面積160平方公里。
伯利兹是中美洲唯一没有太平洋海岸線的國家，其東海岸有眾多珊瑚礁。伯利茲堡礁是西半球最長的堡礁，在世界上亦僅次於大堡礁。伯利茲得名於伯利茲河，國土最高點是Doyle's Delight，海拔高度1,124米。伯利茲屬於熱帶氣候，6月至11月是雨季，1月至5月是旱季。